# Flavoxaat
Flavoxaat is een geneesmiddel dat wordt voorgeschreven voor de behandeling van urine-incontinentie bij een overactieve blaas.
Flavoxaat is enkel zinvol te gebruiken bij aandrangincontinentie.  Het is een spierverslapper die de blaasspier ontspant. De blaas kan dan meer urine bevatten voordat er aandrang optreedt. Dit effect is in vitro vastgesteld maar in gecontroleerde klinische studies is niet gebleken dat flavoxaat een duidelijk effect heeft. Het is niet bij iedereen even effectief en bij sommige mensen met aandrangincontinentie werkt het niet.
Flavoxaat is de werkzame stof in het middel Urispas (merknaam van het Japanse Takeda Pharmaceutical Co. Ltd.). Urispas bevat het hydrochloridezout van flavoxaat.

## Bijwerkingen
Flavoxaat heeft relatief weinig bijwerkingen. Zelden kunnen bijwerkingen voorkomen, waaronder maag-darmklachten, hoofdpijn en duizeligheid, slaperigheid, wazig zien, droge mond, of hartkloppingen. Overgevoeligheid voor het middel kan angio-oedeem veroorzaken.